# Дейвид Фостино
Дейвид Антъни Фостино (на английски: David Anthony Faustino) е американски актьор и рапър.
Роден е на 3 март 1974 г. Най-известен е ролята си на Бъд Бънди в сериала „Женени с деца“.

## Личен живот
На 14 ноември 2015 г. приятелката му Линдзи Бронсън ражда дъщеря им Ейва Мари Грейс Фостино.